# 里奇方廷 (密蘇里州)
里奇方廷（英語：Rich Mountain）是位於美國密蘇里州歐塞奇縣的非建制地區。

## 歷史
里奇方廷的郵局於1854年設立，其後於1972年停運。

## 地理
里奇方廷所處的海拔為高於海平面194米（即636英呎），而該地所採用的時區為UTC-6，即北美中部時區（CST）。同時該地設有夏令時間，為UTC-6調快一小時，即UTC-5（CDT）。